# Malangsari (Cipanas)
Malangsari is een bestuurslaag in het regentschap Lebak van de provincie Banten, Indonesië. Malangsari telt 2090 inwoners (volkstelling 2010).